# Ville Virtanen
Ville Virtanen, född 19 augusti 1961 i Esbo, är en finländsk skådespelare och författare.

## Biografi
Ville Virtanen är son till Jukka Virtanen (1933–2019) som var en välkänd författare, journalist, skådespelare och sångare i Finland.
Innan Ville Virtanen utbildade sig till skådespelare vid Teaterhögskolan var han professionell ryttare och har representerat Finland i flera hästhoppningstävlingar. I slutet av 1980-talet blev han känd för den breda publiken i Finland då han skapade sketchprogrammet Hymyhuulet (De leende läpparna) och figurerna Aki och Turo.
Han vann en Jussi för bästa manliga huvudroll vid 2010 års gala för sin roll som Mikael i En dålig familj.
Ville Virtanen är gift med den finländska skådespelaren Birthe Wingren.

## Filmografi (urval)
- 2000–2005 – Kylmäverisesti sinun (TV-serie)
- 2003 – Uppsving
- 2007 – Svart is
- 2008 – En tomtesaga
- 2008 – Sauna
- 2010 – En dålig familj
- 2010 – Svinalängorna
- 2011 – Där vi en gång gått (TV-serie)
- 2015 – Jordskott (TV-serie)
- 2015 – Flocken
- 2015 – Det vita folket
- 2015 – The Girl King
- 2016 – Bordertown (TV-serie) (Sorjonen)
- 2017–2020 – Rebecka Martinsson (TV-serie)
- 2018 – Det som göms i snö (TV-serie)
- 2020 – Se upp för Jönssonligan
- 2023 – Trolltider – legenden om bergatrollet (TV-serie)
- 2023 – Tack och förlåt
- 2024 – Aldrig ensam
- 2025 – Glaskupan (TV-serie)

## Teater

### Roller (ej komplett)
| År   | Roll                   | Produktion                         | Regi                    | Teater                   |
| ---- | ---------------------- | ---------------------------------- | ----------------------- | ------------------------ |
| 2010 | Biskop Edvard Vergérus | Fanny och Alexander Ingmar Bergman | Maria Lundström         | Svenska Teatern          |
| 2016 | Ryttmästaren           | Fadren August Strindberg           | Mellika Melouani Melani | Kulturhuset Stadsteatern |